# Diễn giả (chính trị)

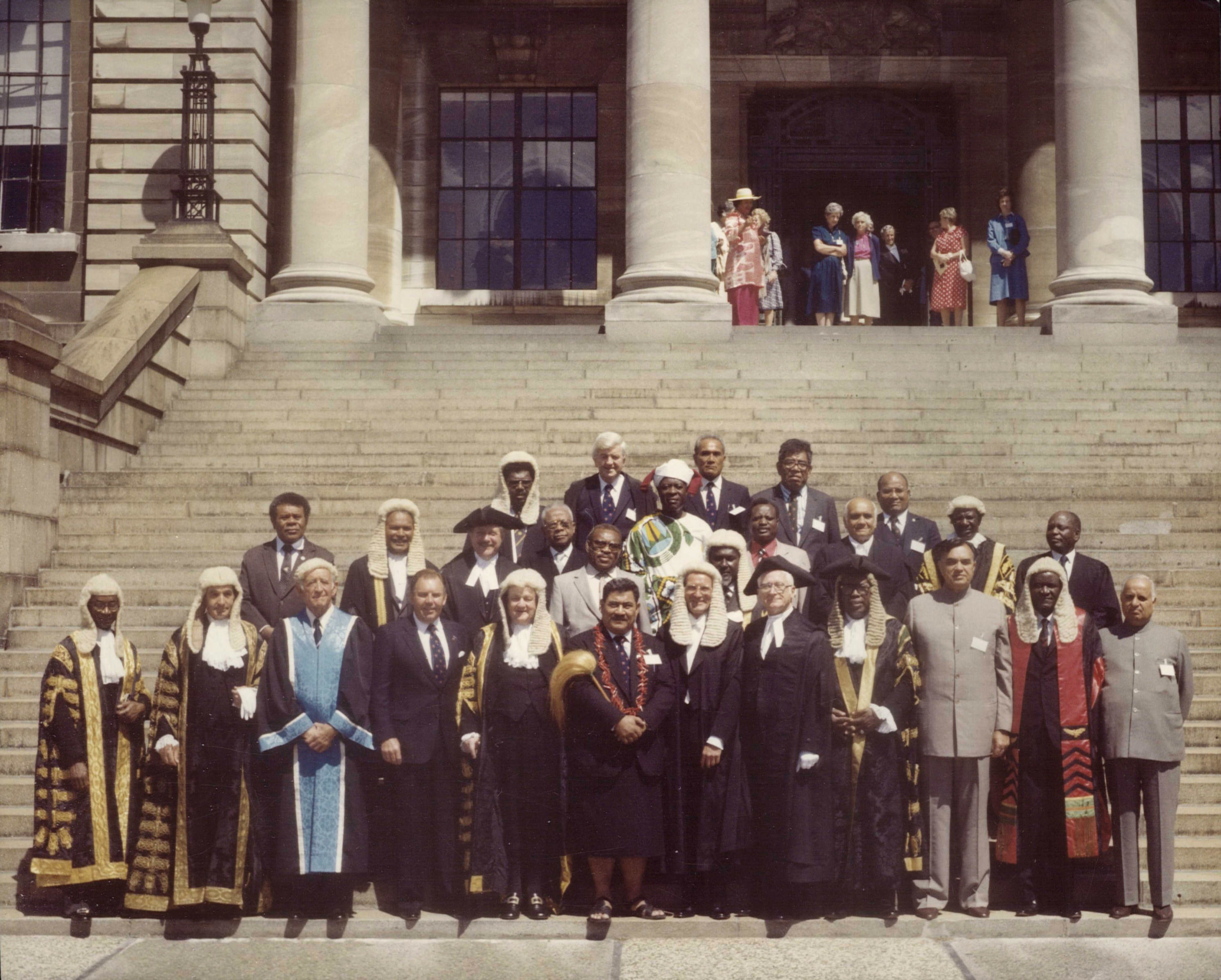
Các diễn giả và viên chức chủ trì từ các quốc gia thuộc Khối thịnh vượng chung gặp nhau tại Hội nghị các diễn giả và viên chức chủ trì của Khối thịnh vượng chung ở Wellington, New Zealand, năm 1984

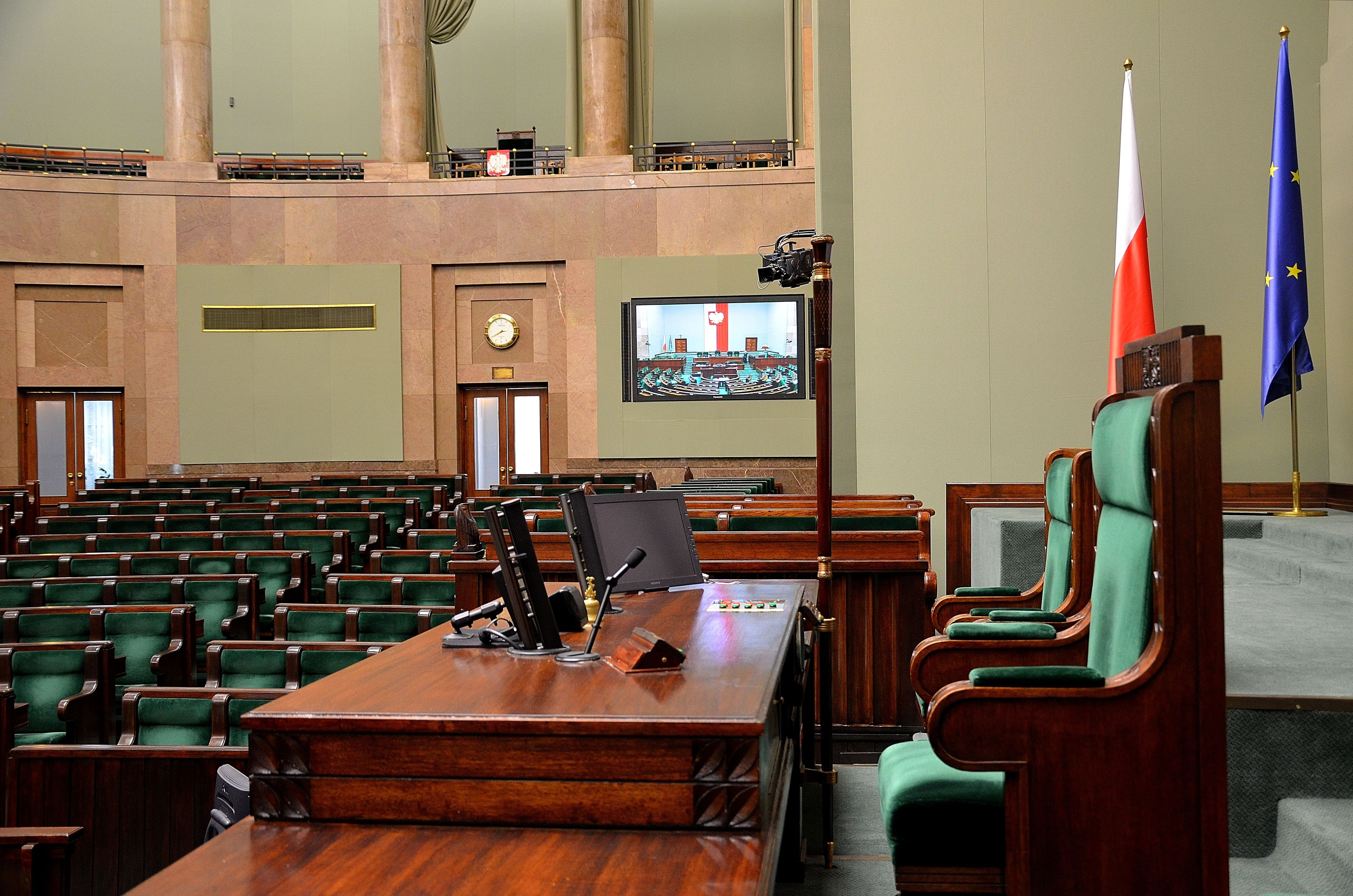
Ghế của Thống chế tại Sejm, hạ viện của Quốc hội Ba Lan

Diễn giả của một hội đồng thảo luận (một hội đồng tuân theo thủ tục nghị viện), đặc biệt là cơ quan lập pháp, là người chủ trì hoặc chủ tịch của nó. Danh hiệu này được sử dụng lần đầu tiên vào năm 1377 tại Anh.

## Sử dụng
Danh hiệu này được ghi lại lần đầu tiên vào năm 1377 để mô tả vai trò của Thomas de Hungerford trong Nghị viện Anh (tồn tại từ thế kỷ thứ 13 đến thế kỷ thứ 17, sau này hợp nhất với Nghị viện Scotland để thành Nghị viện Đại Anh).
Vai trò chính thức của diễn giả là kiểm soát tranh luận, đưa ra phán quyết về thủ tục, công bố kết quả bỏ phiếu, và những việc tương tự. Diễn giả quyết định ai có thể phát biểu và có quyền kỷ luật những thành viên vi phạm các quy trình của buồng hoặc viện. Diễn giả cũng thường trực tiếp đại diện cho hội đồng, với tư cách như tiếng nói của hội đồng trong nghi lễ và một số tình huống khác.
Theo quy ước, các diễn giả thường được xưng hô trong Quốc hội là 'Ngài Diễn giả', nếu là đàn ông, hoặc 'Quý bà Diễn giả', nếu là phụ nữ. Trong các nền văn hóa khác, các cách gọi khác được sử dụng, chủ yếu là tương đương với "chủ tịch" hoặc "tổng thống" trong tiếng Anh. Nhiều cơ quan cũng có một diễn giả pro tempore (lâm thời) hoặc phó diễn giả được chỉ định để thế chỗ khi diễn giả không có mặt.
Diễn giả thường có văn phòng của riêng họ, gọi là Văn phòng của Diễn giả.